# ریچارد بوچر (بازیکن فوتبال)
ریچارد بوچر (انگلیسی: Richard Butcher; ۲۲ ژانویهٔ ۱۹۸۱ – ۱۰ ژانویهٔ ۲۰۱۱) بازیکن فوتبال اهل بریتانیا بود.
از باشگاه‌هایی که در آن بازی کرده‌است می‌توان به باشگاه فوتبال پیتربورو یونایتد، باشگاه فوتبال اولدهام اتلتیک، باشگاه فوتبال مکلسفیلد تاون، باشگاه فوتبال نوتس کانتی، باشگاه فوتبال لینکولن سیتی، باشگاه فوتبال کترینگ تاون، و باشگاه فوتبال نورث‌همپتون تاون اشاره کرد.